# نظام چهار رقمی یونسکو
نظام نام‌گذاری یونسکو، یا به بیان دقیق‌تر «نظام نام‌گذاری یونسکو برای رشته‌های علمی و فناوری»، نظامی است که یونسکو برای طبقه‌بندی مقاله‌های پژوهشی و رساله‌های دکتری ایجاد کرده‌است.
نحوه شماره گذاری به سه حالت است. به صورت دو، چهار و شش رقمی. این کدها برای تعیین رشته‌های تحصیلی معیار جهانی به کار می‌روند.

## نظام چهار رقمی یونسکو
| ۱۱   | منطق                                            |
| ۱۱۰۱ | کاربرد منطق                                     |
| ۱۱۰۲ | منطق قیاسی                                      |
| ۱۱۰۳ | منطق عمومی                                      |
| ۱۱۰۴ | منطق استقرایی                                   |
| ۱۱۰۵ | روش شناسی                                       |
| ۱۱۹۹ | دیگر رشته‌های وابسته به منطق                     |
| ۱۲   | ریاضیات                                         |
| ۱۲۰۱ | جبر                                             |
| ۱۲۰۲ | ریاضی تحلیلی و آنالیز توابع                     |
| ۱۲۰۳ | علوم کامپیوتر                                   |
| ۱۲۰۴ | هندسه                                           |
| ۱۲۰۵ | نظریه اعداد                                     |
| ۱۲۰۶ | آنالیز عددی                                     |
| ۱۲۰۷ | تحقیق در عملیات                                 |
| ۱۲۰۸ | احتمالات                                        |
| ۱۲۰۹ | آمار                                            |
| ۱۲۱۰ | مکان شناسی                                      |
| ۱۲۹۹ | دیگر رشته‌های وابسته به ریاضیات                  |
| ۲۱   | نجوم، فیزیک نجومی                               |
| ۲۱۰۱ | کیهان‌شناسی                                      |
| ۲۱۰۲ | فیزیک سیارات                                    |
| ۲۱۰۳ | ستاره‌شناسی بصری                                 |
| ۲۱۰۴ | سیاره شناسی                                     |
| ۲۱۰۵ | امواج رادیویی فضایی                             |
| ۲۱۰۶ | منظومه شمسی                                     |
| ۲۱۹۹ | دیگر رشته‌های مربوط به نجوم                      |
| ۲۲   | فیزیک                                           |
| ۲۲۰۱ | صوت شناسی                                       |
| ۲۲۰۲ | مغناطیس                                         |
| ۲۲۰۳ | الکترونیک                                       |
| ۲۲۰۴ | فیزیک                                           |
| ۲۲۰۵ | مکانیک سیالات                                   |
| ۲۲۰۶ | فیزیک مولکولی                                   |
| ۲۲۰۷ | فیزیک هسته‌ای                                    |
| ۲۲۰۸ | فیزیک اتمی                                      |
| ۲۲۰۹ | فیزیک نور                                       |
| ۲۲۱۰ | فیزیک شیمیایی                                   |
| ۲۲۱۱ | فیزیک جامدات                                    |
| ۲۲۱۲ | فیزیک تئوریک                                    |
| ۲۲۱۳ | دما پویایی یا فیزیک دما                         |
| ۲۲۱۴ | واحدها و اعداد کامل                             |
| ۲۲۹۹ | دیگر رشته‌های وابسته به فیزیک                    |
| ۲۳   | شیمی                                            |
| ۲۳۰۱ | شیمی مواد                                       |
| ۲۳۰۲ | زیست شیمی                                       |
| ۲۳۰۳ | شیمی غیرآلی شیمی کانی                           |
| ۲۳۰۴ | شیمی مولکول‌های بزرگ                             |
| ۲۳۰۵ | شیمی هسته‌ای                                     |
| ۲۳۰۶ | شیمی ارگانیک                                    |
| ۲۳۰۷ | شیمی فیزیک                                      |
| ۲۳۹۹ | دیگر رشته‌های مربوط به شیمی                      |
| ۲۴   | زیست‌شناسی                                       |
| ۲۴۰۱ | زیست‌شناسی جانوری                                |
| ۲۴۰۲ | انسان‌شناسی                                      |
| ۲۴۰۳ | زیست شیمی                                       |
| ۲۴۰۴ | ریاضیات زیستی                                   |
| ۲۴۰۵ | ارگانیسم‌شناسی (Biometrics)                      |
| ۲۴۰۶ | فیزیک زیستی                                     |
| ۲۴۰۷ | سلول شناسی                                      |
| ۲۴۰۸ | رفتارشناسی جانوری                               |
| ۲۴۰۹ | ژنتیک                                           |
| ۲۴۱۰ | زیست‌شناسی انسانی                                |
| ۲۴۱۱ | فیزیولوژی                                       |
| ۲۴۱۲ | ایمنی شناسی                                     |
| ۲۴۱۳ | حشره شناسی                                      |
| ۲۴۱۴ | میکروب شناسی                                    |
| ۲۴۱۵ | زیست مولکولی                                    |
| ۲۴۱۶ | دیرینه شناسی                                    |
| ۲۴۱۷ | گیاه‌شناسی                                       |
| ۲۴۱۸ | زیست‌شناسی رادیویی                               |
| ۲۴۱۹ | هم زیستی                                        |
| ۲۴۲۰ | ویروس شناسی                                     |
| ۲۴۹۹ | دیگر رشته‌های مربوط به زیست‌شناسی                 |
| ۲۵   | زمین‌شناسی                                       |
| ۲۵۰۱ | اتمسفر شناسی                                    |
| ۲۵۰۲ | مساحی                                           |
| ۲۵۰۳ | شیمی خاک                                        |
| ۲۵۰۴ | زمین سنجی                                       |
| ۲۵۰۵ | جغرافیا                                         |
| ۲۵۰۶ | زمین‌شناسی                                       |
| ۲۵۰۷ | ژئوفیزیک (فیزیک خاک)                            |
| ۲۵۰۸ | آب شناسی                                        |
| ۲۵۰۹ | متالورژی                                        |
| ۲۵۱۰ | آب شناسی                                        |
| ۲۵۱۱ | خاک شناسی                                       |
| ۲۵۱۲ | هوا فضا                                         |
| ۲۵۹۹ | دیگر رشته‌های مربوط به زمین‌شناسی و هوا فضا       |
| ۳۱   | کشاورزی                                         |
| ۳۱۰۱ | شیمی کشاورزی                                    |
| ۳۱۰۲ | مهندسی کشاورزی                                  |
| ۳۱۰۳ | بذرشناسی                                        |
| ۳۱۰۴ | دام پروری                                       |
| ۳۱۰۵ | ماهی‌شناسی و علم مربوط به شناخت حیوانات غیر اهلی |
| ۳۱۰۶ | جنگل داری                                       |
| ۳۱۰۷ | گیاه‌شناسی                                       |
| ۳۱۰۸ | گیاه‌شناسی (نباتات)                              |
| ۳۱۰۹ | دامپزشکی                                        |
| ۳۱۹۹ | دیگر رشته‌های مرتبط به کشاورزی                   |
| ۳۲   | پزشکی                                           |
| ۳۲۰۱ | پزشکی بالینی                                    |
| ۳۲۰۲ | همه گیرشناسی (epidemiology) - بیماری‌های همه گیر |
| ۳۲۰۳ | پزشک قانونی                                     |
| ۳۲۰۴ | کار درمانی                                      |
| ۳۲۰۵ | پزشک داخلی                                      |
| ۳۲۰۶ | تغذیه                                           |
| ۳۲۰۷ | آسیب شناسی                                      |
| ۳۲۰۸ | اثرشناسی (اثر دارو)                             |
| ۳۲۰۹ | دارو سازی                                       |
| ۳۲۱۰ | پزشکی جلوگیری کننده (Preventive medicine)       |
| ۳۲۱۱ | روان پزشکی                                      |
| ۳۲۱۲ | پزشک عمومی                                      |
| ۳۲۱۳ | جراح                                            |
| ۳۲۱۴ | زهر شناسی                                       |
| ۳۲۹۹ | دیگر رشته‌های مرتبط با پزشکی                     |
| ۳۳   | فناوری                                          |
| ۳۳۰۱ | هوانوردی                                        |
| ۳۳۰۲ | زیست شیمی فنی                                   |
| ۳۳۰۳ | مهندسی شیمی فنی                                 |
| ۳۳۰۴ | مهندسی کامپیوتر                                 |
| ۳۳۰۵ | ساختار فنی                                      |
| ۳۳۰۶ | مهندسی تکنولوژی الکترونیک                       |
| ۳۳۰۷ | فناوری الکترونیک                                |
| ۳۳۰۸ | مهندسی محیطی                                    |
| ۳۳۰۹ | فناوری غذایی (در رابطه با کشاورزی)              |
| ۳۳۱۰ | مهندسی فناوری صنعتی                             |
| ۳۳۱۱ | مهندسی ابزار سنجی (در رابطه با فناوری)          |
| ۳۳۱۲ | مهندسی مواد اولیه                               |
| ۳۳۱۳ | مهندسی مکانیک                                   |
| ۳۳۱۴ | پزشکی تکنولوژیک، روانشناسی صنعتی                |
| ۳۳۱۵ | متالورژی فنی، فلز شناسی فنی                     |
| ۳۳۱۶ | مهندسی تکنولوژی فلزات                           |
| ۳۳۱۷ | مکانیک ماشین                                    |
| ۳۳۱۸ | فناوری معدن                                     |
| ۳۳۱۹ | کشتی سازی                                       |
| ۳۳۲۰ | فناوری هسته‌ای                                   |
| ۳۳۲۱ | فناوری استخراج نفتی و زغال سنگ                  |
| ۳۳۲۲ | برق قدرت                                        |
| ۳۳۲۳ | مهندسی فناوری راه آهن                           |
| ۳۳۲۴ | هوا فضا                                         |
| ۳۳۲۵ | مخابرات                                         |
| ۳۳۲۶ | مهندسی نساجی                                    |
| ۳۳۲۷ | مهندسی حمل و نقل                                |
| ۳۳۲۸ | مهندسی عملیاتی                                  |
| ۳۳۲۹ | برنامه ریزی شهری                                |
| ۳۳۹۹ | دیگر رشته‌های وابسته به فناوری                   |
| ۵۱   | انسان‌شناسی یا تبار شناسی                        |
| ۵۱۰۱ | انسان‌شناسی فرهنگی                               |
| ۵۱۰۲ | نژاد شناسی                                      |
| ۵۱۰۳ | انسان‌شناسی جمعیتی                               |
| ۵۱۹۹ | دیگر رشته‌های مربوط به تبار شناسی                |
| ۵۲   | جمعیت شناسی                                     |
| ۵۲۰۱ | باروری (نرخ)                                    |
| ۵۲۰۲ | جمعیت‌شناسی عمومی                                |
| ۵۲۰۳ | جمعیت شناسی جغرافیایی (اقلیمی)                  |
| ۵۲۰۴ | جمعیت شناسی تاریخی                              |
| ۵۲۰۵ | مرگ و میر (نرخ)                                 |
| ۵۲۰۶ | ویژگی‌های جمعیتی                                 |
| ۵۲۰۷ | جمعیت‌شناسی جمعیتی                               |
| ۵۲۹۹ | دیگر رشته‌های مربوط به جمعیت شناسی               |
| ۵۳   | علوم اقتصاد                                     |
| ۵۳۰۱ | مدیریت عمومی، مدیریت دولتی                      |
| ۵۳۰۲ | اقتصادسنجی                                      |
| ۵۳۰۳ | حسابداری مالی                                   |
| ۵۳۰۴ | مدیریت عملیات مالی                              |
| ۵۳۰۵ | سیستم اقتصادی                                   |
| ۵۳۰۶ | اقتصاد فناوری                                   |
| ۵۳۰۷ | تئوری اقتصاد                                    |
| ۵۳۰۸ | اقتصاد عمومی                                    |
| ۵۳۰۹ | سازماندهی صنعتی، مدیریت بازرگانی                |
| ۵۳۱۰ | اقتصاد بین‌الملل                                 |
| ۵۳۱۱ | مدیریت و اقتصاد دولتی                           |
| ۵۳۱۲ | اقتصاد بخشی                                     |
| ۵۳۹۹ | دیگر رشته‌های مربوط به مدیریت                    |
| ۵۴   | جغرافیا                                         |
| ۵۴۰۱ | جغرافیای اقتصادی                                |
| ۵۴۰۲ | جغرافیای تاریخی                                 |
| ۵۴۰۳ | جغرافیای انسانی                                 |
| ۵۴۰۴ | جغرافیای منطقه‌ای                                |
| ۵۴۹۹ | دیگر رشته‌های مرتبط با جغرافیا                   |
| ۵۵   | تاریخ                                           |
| ۵۵۰۱ | زندگی نامه                                      |
| ۵۵۰۲ | تاریخ عمومی                                     |
| ۵۵۰۳ | تاریخ ملل                                       |
| ۵۵۰۴ | دوره شناسی                                      |
| ۵۵۰۵ | علوم یاری دهنده به تاریخ                        |
| ۵۵۰۶ | تاریخ‌شناسی تخصصی                                |
| ۵۵۹۹ | دیگر رشته‌های وابسته به تاریخ                    |
| ۵۶   | حقوق                                            |
| ۵۶۰۱ | قانون شرع                                       |
| ۵۶۰۲ | تئوری‌های قانون                                  |
| ۵۶۰۳ | حقوق بین‌الملل                                   |
| ۵۶۰۴ | سازمانهای قانون گذاری و سازمانهای قانونی        |
| ۵۶۰۵ | حقوق منطقه‌ای                                    |
| ۵۶۹۹ | دیگر رشته‌های مرتبط با حقوق                      |
| ۵۷   | زبان‌شناسی                                       |
| ۵۷۰۱ | زبان‌شناسی کاربردی                               |
| ۵۷۰۲ | زبان‌شناسی تاریخی                                |
| ۵۷۰۳ | زبان‌شناسی جغرافیایی                             |
| ۵۷۰۴ | تئوری‌های زبان‌شناسی                              |
| ۵۷۰۵ | زبان‌شناسی تطبیقی                                |
| ۵۷۹۹ | دیگر رشته‌های مربوط به زبان‌شناسی                 |
| ۵۸   | آموزش و پرورش                                   |
| ۵۸۰۱ | تئوری‌های آموزش                                  |
| ۵۸۰۲ | مدیریت آموزشی، مدیریت علوم تربیتی               |
| ۵۸۰۳ | تربیت معلم                                      |
| ۵۸۹۹ | دیگر رشته‌های مربوط به آموزش و تربیت             |
| ۵۹   | علوم سیاسی                                      |
| ۵۹۰۱ | روابط بین‌الملل                                  |
| ۵۹۰۲ | سیاست خارجی                                     |
| ۵۹۰۳ | ایدئولوژی شناسی سیاسی                           |
| ۵۹۰۴ | نهادهای سیاسی                                   |
| ۵۹۰۵ | زندگی سیاسی                                     |
| ۵۹۰۶ | جامعه‌شناسی سیاسی                                |
| ۵۹۰۷ | نظام‌های سیاسی                                   |
| ۵۹۰۸ | نظریه سیاسی                                     |
| ۵۹۰۹ | اداره امور عمومی                                |
| ۵۹۱۰ | افکار عمومی                                     |
| ۵۹۹۹ | دیگر رشته‌های مربوط به سیاست                     |
| ۶۱   | روانشناسی                                       |
| ۶۱۰۱ | روانشناسی ذهنی                                  |
| ۶۱۰۲ | روانشناسی کودک، روانشناسی بزرگسال               |
| ۶۱۰۳ | روان درمانی، روانکاوی                           |
| ۶۱۰۴ | روانشناسی تربیتی                                |
| ۶۱۰۵ | ارزیابی روانی و روانکاوی                        |
| ۶۱۰۶ | روانشناسی تجربی                                 |
| ۶۱۰۷ | روانشناسی عمومی                                 |
| ۶۱۰۸ | روانشناسی کهولت                                 |
| ۶۱۰۹ | کار درمانی، تفریح درمانی                        |
| ۶۱۱۰ | ماوراء الطبیعه، متا فیزیک                       |
| ۶۱۱۱ | روانشناسی شخصیت                                 |
| ۶۱۱۲ | روانشناسی اجتماعی                               |
| ۶۱۱۳ | روانشناسی دارویی                                |
| ۶۱۱۴ | روانشناسی اجتماعی                               |
| ۶۱۹۹ | دیگر رشته‌های مربوط به روانشناسی                 |
| ۶۲   | هنر ادبیات                                      |
| ۶۲۰۱ | معماری                                          |
| ۶۲۰۲ | تئوری‌های ادبیات، نقد ادبی و بررسی ادبیات        |
| ۶۲۰۳ | تئوری‌های هنری، هنرهای زیبا و نقد هنری           |
| ۶۲۹۹ | دیگر رشته‌های مربوط به هنر و ادبیات              |
| ۶۳   | جامعه‌شناسی                                      |
| ۶۳۰۱ | جامعه‌شناسی فرهنگی                               |
| ۶۳۰۲ | جامعه‌شناسی تجربی                                |
| ۶۳۰۳ | جامعه‌شناسی عمومی                                |
| ۶۳۰۴ | بی نظمی بین‌المللی                               |
| ۶۳۰۵ | جامعه‌شناسی ریاضی                                |
| ۶۳۰۶ | جامعه‌شناسی شغلی                                 |
| ۶۳۰۷ | تغییر اجتماعی و توسعه                           |
| ۶۳۰۸ | ارتباطات اجتماعی                                |
| ۶۳۰۹ | گروه‌های اجتماعی                                 |
| ۶۳۱۰ | مشکلات اجتماعی                                  |
| ۶۳۱۱ | جامعه‌شناسی زیست گاه‌های انسان                    |
| ۶۳۹۹ | دیگر رشته‌های مربوط به جامعه‌شناسی                |
| ۷۱   | اخلاق                                           |
| ۷۱۰۱ | اخلاق کلاسیک                                    |
| ۷۱۰۲ | اخلاق فردگرا                                    |
| ۷۱۰۳ | اخلاق گروهی                                     |
| ۷۱۰۴ | فرا اخلاق                                       |
| ۷۱۹۹ | دیگر رشته‌های مربوط به اخلاق                     |
| ۷۲   | فلسفه                                           |
| ۷۲۰۱ | فلسفه دانش                                      |
| ۷۲۰۲ | انسان‌شناسی فلسفی                                |
| ۷۲۰۳ | فلسفه عمومی                                     |
| ۷۲۰۴ | نظام‌های فلسفی                                   |
| ۷۲۰۵ | فلسفه علم                                       |
| ۷۲۰۶ | فلسفه طبیعت                                     |
| ۷۲۰۷ | فلسفه اجتماعی                                   |
| ۷۲۰۸ | آموزه‌های فلسفی                                  |
| ۷۲۰۹ | دیگر رشته‌های مربوط به فلسفه                     |

## پیوندهای دیگر
- فهرست علایم و نشانه‌های یونسکو
- نظام شش رقمی یونسکو